# 모토마치역 (홋카이도)
모토마치역(일본어: 元町駅)은 일본 홋카이도 삿포로시 히가시구에 위치한 삿포로 시영 지하철의 역이다.

## 역 구조
1면 2선의 섬식 승강장이다. 사카에마치 방면에 Y자형의 유치선이 있고, 후쿠즈미 방면에 두 개의 건늠식 전철기가 있으며, 도호 선이 북쪽으로 연장될 즈음에 도심부만 운전하는 구간 열차의 반환점으로 사용된 것을 상정한 것이다. 또한, 인신 사고 등의 문제가 있을 경우에는 열차를 이곳에서 회차 운전을 실시한다.
출입구는 총 5곳으로, 그 중에서 4번 출입구는 엘리베이터만 있고 계단이 없다.

### 타는 곳
| 1 | 도호 선 | 삿포로・오도리・후쿠즈미 방면 |
| 2 | 도호 선 | 사카에마치 방면               |

## 이용 현황
삿포로 시 교통국의 조사에 따르면 2015년도 1일 평균 승차 인원은 9,495명이다.
최근 1일 평균 승차 인원의 추이는 다음과 같다.
| 연도 | 1일 평균 승차 인원 |
| ---- | ------------------ |
| 2003 | 7,536              |
| 2004 | 7,681              |
| 2005 | 7,761              |
| 2006 | 7,857              |
| 2007 | 7,810              |
| 2008 | 7,850              |
| 2009 | 7,804              |
| 2010 | 8,044              |
| 2011 | 8,316              |
| 2012 | 8,657              |
| 2013 | 8,994              |
| 2014 | 9,252              |
| 2015 | 9,495              |

## 역 주변
주변은 주택지와 상업지이다.
- 히가시 경찰서 모토마치 파출소
- 삿포로히가시 우체국
- 기타21조 우체국
- 호쿠요 은행 모토마치 지점
- 모토마치 초등학교
- 아케조노 중학교
- 삿포로 가이세이 고등학교
- 삿포로 고등 기술 전문학교
- 모토마치 도서관
- 히가시 구 체육관

## 버스 노선
- 홋카이도 중앙버스
  - 26: 항공 관제 센터 행 (오카다마 공항 경유), 삿포로 터미널 행 (아리오 삿포로 경유)
  - 히가시70: 기타24조 역 행, 히가시 영업소행

## 역사
- 1988년 12월 2일: 사카에마치 ~ 호스이스스키노 역간 개통에 따라 영업 개시.
- 2017년 3월 9일: 스크린도어 사용 개시.

## 사진

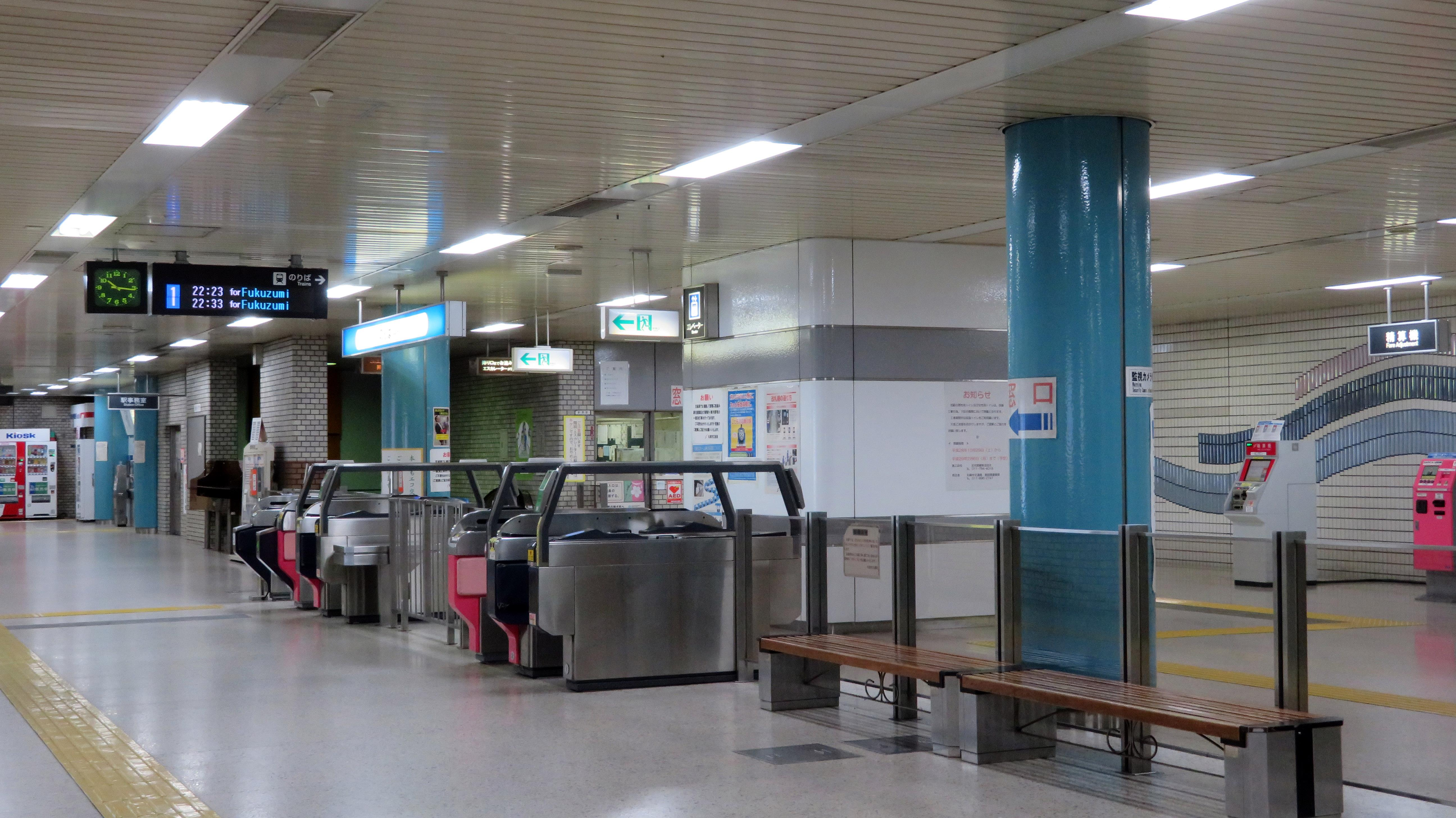
개찰구

## 인접역
| 삿포로 시 교통국 지하철 도호 선 | 삿포로 시 교통국 지하철 도호 선 | 삿포로 시 교통국 지하철 도호 선  |
| ------------------------------- | ------------------------------- | -------------------------------- |
| H02 신도히가시 사카에마치 방면  | ● 도호 선                       | H04 간조도리히가시 후쿠즈미 방면 |